# 柳家小半治
柳家 小半治（やなぎや こはんじ、1898年〔明治31年〕6月15日 - 1959年〔昭和34年〕1月9日）は、音曲師。出囃子∶『猫じゃ猫じゃ』。
誰彼かまわず「50銭おくれよ」と話しかける奇行が知られたため、「いただきの半ちゃん」の異名で呼ばれた。

## 略歴・芸風
東京府東京市浅草区の出身。本名は田代藤太郎。浪曲師の浪花亭峰吉の義理の息子。
美声だったが浪曲向きの声ではなかったので、浪曲師を断念。柏木昇という名前で俳優として活動し、新派の大部屋に属していたという。
1918年頃に3代目柳家小さん門下で小半治を名乗り音曲師になった。
ひとりで掛け合いを演じながら、オリジナルの都々逸やさのさを歌った。寄席の番組においては、膝代わり（＝トリの前の出番順）で重宝された。
晩年は生活が苦しく、自身が若い頃に書き留めていた日記を正岡容らの演芸評論家に売って生計を立てていた。1959年、脳溢血のため地下鉄銀座線上野広小路駅で倒れ、救急車で運ばれるもそのまま死去。60歳没。

## 人物・エピソード
「50銭おくれよ」
- 誰に会っても「50銭おくれよ」と言うのが口癖だった。NHKラジオに出演したとき、女性アナウンサーに「おねぇちゃんきれいだね。50銭おくれよ」と言ってひんしゅくを買った[2]。
- 50銭が銀貨であった時代は、50銭銀貨の通称にちなんで「ギザの小半治」と呼ばれていた[1]。

## 録音
SPレコードが数枚残されており、CD化もされている。

## 参考資料
- 諸芸懇話会、大阪芸能懇話会共編『古今東西落語家事典』平凡社、ISBN 458212612X